# فيل روزين
فيل روزين (بالإنجليزية: Phil Rosen)‏ هو مصور سينمائي ومخرج أمريكي، ولد في 8 مايو 1888 في مالبورك في بولندا، وتوفي في 22 أكتوبر 1951 في هوليوود في الولايات المتحدة بسبب نوبة قلبية.

## وصلات خارجية
- فيل روزين على موقع IMDb (الإنجليزية)
- فيل روزين على موقع ألو سيني (الفرنسية)
- فيل روزين على موقع أول موفي (الإنجليزية)
- فيل روزين على موقع قاعدة بيانات الأفلام السويدية (السويدية)
- فيل روزين على موقع إن إن دي بي (الإنجليزية)
- فيل روزين على موقع قاعدة بيانات الفيلم (الإنجليزية)
- فيل روزين على موقع كينوبويسك (الروسية)